# Cinclodes
Cinclodes es un género de aves paseriformes perteneciente a la familia Furnariidae que agrupa a diversas especies nativas de Sudamérica donde se distribuyen principalmente a lo largo de los Andes y adyacencias, desde el norte de Colombia y Venezuela hasta el extremo sur de Argentina y Chile, inclusive las islas Malvinas, con una especie aislada en el sureste y sur de Brasil y otra migratoria desde el sur hasta Uruguay y sur de Brasil. Son conocidas popularmente como remolineras; y también churretes o meneacolas, entre otros.

## Etimología
El nombre genérico masculino «Cinclodes» es una combinación del género Cinclus, que por su vez deriva del griego «κιγκλος kinklos»: ave desconocida a orilla del agua, y «οιδης oidēs»: que recuerda, que se parece; significando «que se parece a un Cinclus».

## Características
Las remolineras son furnáridos robustos, miden entre 16,5 y 24 cm de longitud. Son encontrados principalmente a lo largo de los Andes, algunas en costas rocosas y con una especie (C. pabsti) aislada en el sureste de Brasil. Prefieren la vecindad de agua, parada o corriente, dulce o salada. La mayoría de las especies presenta una faja blanca o rufa en las alas, más visible en vuelo y que no aparece en las bandurritas (Upucerthia), que son de alguna forma similares (pero más uniformes) y cuyos picos tienden a ser más curvados. Las colas son frecuentemente meneadas. Construyen sus nidos en un agujero o madriguera, casi siempre excavado en una orilla pero también en paredes o edificios antiguos.

## Lista de especies
Según las clasificaciones del Congreso Ornitológico Internacional (IOC) y Clements Checklist/eBird, el género agrupa a las siguientes especies con el respectivo nombre popular de acuerdo con la Sociedad Española de Ornitología (SEO), u otro cuando referenciado: 
| Imagen | Nombre científico                     | Autor                                            | Nombre común                   | EC (*) |
| ------ | ------------------------------------- | ------------------------------------------------ | ------------------------------ | ------ |
|        | Cinclodes pabsti                      | Sick, 1969                                       | remolinera colilarga           | NT     |
|        | Cinclodes (pabsti) espinhacensis      | Freitas, Chaves, Costa, Santos & Rodrigues, 2012 | remolinera del Cipó            | NE     |
|        | Cinclodes fuscus                      | (Vieillot, 1818)                                 | remolinera común               | LC     |
|        | Cinclodes antarcticus                 | (Garnot, 1826)                                   | remolinera negruzca            | NT     |
|        | Cinclodes (antarcticus) maculirostris | Dabbene, 1917                                    | remolinera negra               | NT     |
|        | Cinclodes albidiventris               | P.L. Sclater, 1860                               | remolinera común septentrional | LC     |
|        | Cinclodes comechingonus               | Zotta & Gavio, 1944                              | remolinera de Córdoba          | LC     |
|        | Cinclodes albiventris                 | (Philippi & Landbeck, 1861)                      | remolinera común meridional    | LC     |
|        | Cinclodes olrogi                      | Nores & Yzurieta, 1979                           | remolinera de Olrog            | LC     |
|        | Cinclodes excelsior                   | P.L. Sclater, 1860                               | remolinera ecuatoriana         | LC     |
|        | Cinclodes aricomae                    | (Carriker, 1932)                                 | remolinera real                | CR     |
|        | Cinclodes atacamensis                 | (Philippi, 1857)                                 | remolinera castaña             | LC     |
|        | Cinclodes palliatus                   | (Tschudi, 1844)                                  | remolinera ventriblanca        | CR     |
|        | Cinclodes oustaleti                   | Scott, 1900                                      | remolinera chica               | LC     |
|        | Cinclodes patagonicus                 | (Gmelin, 1789)                                   | remolinera araucana            | LC     |
|        | Cinclodes taczanowskii                | Berlepsch & Stolzmann, 1892                      | remolinera costera peruana     | LC     |
|        | Cinclodes nigrofumosus                | (d'Orbigny & Lafresnaye, 1838)                   | remolinera costera chilena     | LC     |

(*) Estado de conservación
Espécies fósiles:
- †Cinclodes major Toni 1977, del Pleistoceno de Argentina.[16]

## Taxonomía
Los amplios estudios de las relaciones filogenéticas dentro del presente género realizadas por Chesser (2004a), concluyeron por una nueva relación linear de las especies y sugieren que la especie C. taczanowskii debería ser tratada como conespecífica con C. nigrofumosus, y también que la especie C. olrogi debería ser tratada como conespecífica con C. oustaleti, con base en la muy débil distancia genética entre ellas, consistente con el bajo grado de diferenciación morfológica y comportamental entre estos dos pares de especies hermanas, lo que ya había sido sugerido por autores anteriores. Estudios genético-moleculares posteriores de la familia Furnariidae corroboran lo expuesto.
Las especies C. albiventris y C. albidiventris, antes tratadas como subespecies de C. fuscus, fueron separadas con base en los estudios filogenéticos de Sanin et al (2009) que concluyeron que el amplio complejo C. fuscus era parafilético, lo que también ya había sido sugerido por autores anteriores y fue aprobado en la Propuesta N° 415 al Comité de Clasificación de Sudamérica (SACC). Estudios genético-moleculares posteriores de la familia Furnariidae corroboran lo expuesto.
El taxón C. espinhacencis fue descrito como nueva especie por Freitas et al (2012). Sin embargo, la Propuesta N° 548 al SACC proponiendo su reconocimiento como tal, fue rechazada, por lo que se la considera una subespecie de Cinclodes pabsti. El Comité Brasileño de Registros Ornitológicos (CBRO) en la Lista de aves de Brasil (2014), la reconoce como especie plena.
La subespecie C. antarcticus maculirostris, de Tierra del Fuego y del archipiélago del Cabo de Hornos es considerada como especie separada de C. antarcticus por Aves del Mundo (HBW) y Birdlife International (BLI), con base en diferencias morfológicas.